# جنبش استقلال ترکستان شرقی
جنبش استقلال ترکستان شرقی (به انگلیسی: ETIM or East Turkestan Independence Movement) به طرفداران استقلال ترکستان شرقی (ناحیهٔ خودمختار سین‌کیانگ) از کشور چین نامیده می‌شود که موجب تأسیس جمهوری اول ترکستان شرقی و جمهوری دوم ترکستان شرقی گردید.

This flag (Kök Bayraq) has become a symbol of the East Turkestan independence movement.

This emblem is used alongside the flag above.

## پیشینه تاریخی

### زمان‌های پیش مدرن
حوضهٔ تاریم در سین‌کیانگ ۶۰ سال پیش از میلاد توسط سلسلهٔ هان با عنوان قیومیت مناطق غربی و در سال ۶۴۰ میلادی توسط سلسلهٔ تانگ با عنوان قیومیت عمومی برای آرام کردن غرب تحت کنترل چین بود. منطقه‌ای که توسط چینی‌ها ژیو (Xiyu) خوانده می‌شد به معنی مناطق غربی است. حوضهٔ تورفان توسط مملکت قره‌خواجه کنترل می‌شد.
- Han dynasty in 1 AD.
- Russian map showing Xinjiang as a protectorate of the Han in pink color.
- Xinjiang as a protectorate of the Han dynasty in light orange color.
- Han dynasty
- Xinjiang as a protectorate of the Han dynasty in light orange color.
- Map showing how the territories of the Han dynasty and xiongnu overlapped at different time periods.
- Han dynasty.
- Han dynasty.
- Japanese map of Eastern Han dynasty.
- French map showing the Han dynasty and its protectorate in Xinjiang.
- Han dynasty in 1 AD.
- Cities of the protectorate.

### اسلامی‌سازی و ترکی‌سازی
ناحیه تاریخی که امروزه سین کیانگ نامیده می‌شود و شامل دو ناحیه متمایز حوضه تاریم و جونغارستان می‌باشد در اصل دارای جمعیتی از تخاری‌های هندواروپایی و مردم سکایی ایرانی بود که دین بودایی داشتند. این منطقه در اثر تجاوز و هجوم مسلمان ترک تبار تحت ترکی‌سازی و اسلامی‌سازی قرار گرفت.

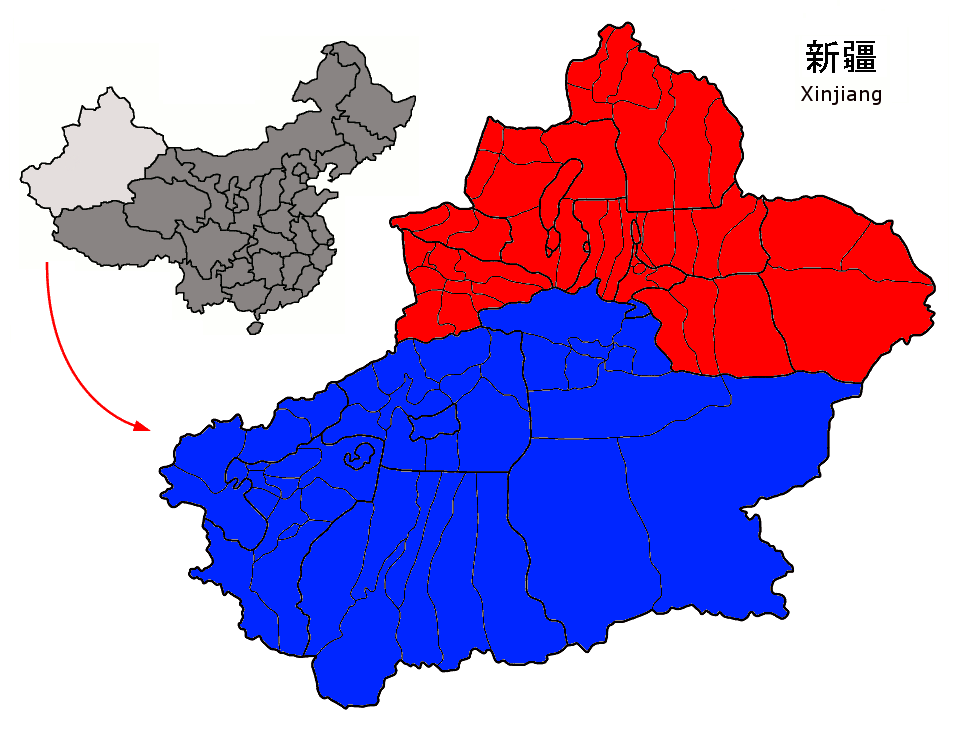
نقشه ایالت سین‌کیانگ چین
جونغارستان
حوضه تاریم